# Roger Bissière
Roger Bissière, född 22 september 1886 i Villeréal i Lot-et-Garonne, död 2 december 1964 i Boissièrettes i Lot, var fransk målare, som målade i en abstrakt tachismstil.

## Biografi
Bissière stod länge nära kubismen och Braques måleri, men tog på 1920-talet starka intryck av Paul Klee, vilket tydligt återspeglas i hans halvabstrakta målningar, präglade av arkitektonisk uppbyggnad och klara färger.
År 1936 var Bissière en av de konstnärer som utförde Robert och Sonia Delaunays skapelse för Exposition Internationale des Arts et Techniques dans la Vie Moderne. Han deltog också i de tre första Documenta-utställningarna 1955, 1959 och 1964.
Trots en ögonsjukdom som hindrade honom från att måla, kunde han efter andra världskriget med hustruns hjälp framställa monumentala väggkompositioner i collageteknik med religiösa motiv.
Bissière fick franska nationalpriset 1952.